# Kamen-na-Obí
Kamen-na-Obí - Камень-на-Оби (rus) - és una ciutat del krai de l'Altai, a Rússia.

## Geografia
Kamen-na-Obí es troba al sud de Sibèria, a la riba esquerra del riu Obi, a 165 km al nord-oest de Barnaül.

## Història
La vila de Kamen fou creada el 1751 i es desenvolupà a finals del segle xix gràcies al negoci del blat. Rebé l'estatus de ciutat el 1915. Després de la Segona Guerra Mundial, la ciutat continuà sent un centre agrícola important i actiu. A mitjans dels anys 1960, Kamen fou connectada a la línia ferroviària.